# شهرستان بم
شهرستان بم یکی از شهرستان‌های استان کرمان ایران است.

## موقعیت
این شهرستان از شمال و غرب به شهرستان کرمان، از جنوب غرب به شهرستان جیرفت، از جنوب به شهرستان عنبراباد و و شهرستان رودبار جنوب، از مشرق با شهرستان نرماشیر و شهرستان ریگان و شهرستان فهرج محدود می‌شود. مساحت شهرستان ۵٬۱۷۵ کیلومترمربع می‌باشد. مرکز این شهرستان از نظر جغرافیایی در ۵۸ درجه و ۲۱ دقیقهٔ طول شرقی و ۲۹ درجه و ۶ دقیقهٔ عرض شمالی قرار دارد. شهر بم در ۱۹۵ کیلومتری جنوب شرقی کرمان و در منطقهٔ شرق استان واقع شده است و یکی از شهرهای برجسته فرهنگی، اجتماعی، اقتصادی، اداری منطقهٔ شرق ایران محسوب می‌شود.

## آب و هوا
آب و هوای بم گرم و خشک است اما به علت مجاورت با کویر، آب و هوای متغیری دارد، به‌طوری‌که گاهی اوقات در تابستان‌ها گرم‌ترین و در زمستان‌ها سردترین نقطهٔ کشور گزارش شده است. میزان بارندگی سالانه به‌طور متوسط ۶۸ میلی‌متر است.

## تقسیمات کشوری
شهرستان بم دارای ۳ بخش، ۶ دهستان و ۳ شهر به شرح زیر است:

### شهرستان بم
| بخش    | مرکز بخش | جمعیت بخش ۱۳۹۵ | نام دهستان   | مرکز دهستان | جمعیت دهستان ۱۳۹۵ | شهر    | جمعیت شهر ۱۳۹۵ |
| ------ | -------- | -------------- | ------------ | ----------- | ----------------- | ------ | -------------- |
| مرکزی  | بم       | ۱۵۶٬۲۶۸ نفر    | حومه         | خواجه عسکر  | ۱۰٬۶۸۶ نفر        | بم     | ۱۳۸٬۳۹۶ نفر    |
| مرکزی  | بم       | ۱۵۶٬۲۶۸ نفر    | دریجان       | دریجان      | ۸٬۱۸۶ نفر         | بم     | ۱۳۸٬۳۹۶ نفر    |
| بروات  | بروات    | ۵۹٬۸۵۲ نفر     | روداب غربی   | کروک        | ۲۳٬۹۸۳ نفر        | بروات  | ۲۲٬۷۶۱ نفر     |
| بروات  | بروات    | ۵۹٬۸۵۲ نفر     | کرک و نارتیچ | پشت‌رود      | ۱۳٬۱۰۸ نفر        | بروات  | ۲۲٬۷۶۱ نفر     |
| دهبکری | دهبکری   | ۲۱٬۵۴۲ نفر     | ابارق        | ابارق       | ۸٬۶۲۸ نفر         | دهبکری | ۱۰٬۷۲۶ نفر     |
| دهبکری | دهبکری   | ۲۱٬۵۴۲ نفر     | دهبکری       | دهبکری      | ۲٬۱۸۸ نفر         | دهبکری | ۱۰٬۷۲۶ نفر     |

### منطقهٔ ویژهٔ اقتصادی ارگ جدید بم
منطقهٔ ویژهٔ اقتصادی ارگ جدید، با هدف ایجاد و توسعهٔ زمینه‌های لازم برای فعالیت‌های کارامد صنعتی، جذب فناوری‌های نوین و افزایش زمینه‌های اشتغال از طریق جلب و هدایت سرمایه‌گذاری داخلی و خارجی در دههٔ فجر سال ۱۳۷۶، تأسیس و رسماً کار خود را آغاز کرد. مساحت این منطقه بالغ بر ۱٬۱۰۰ هکتار است که در فاصلهٔ ۱۰ کیلومتری شرق شهر بم واقع شده است.
زیرساخت‌ها و امکانات پشتیبانی مورد نیاز از قبیل احداث ترمینال اختصاصی در فرودگاه بم، تأسیس ترمینال مسافری و باربری، راه‌آهن و انبارهای مجهز کالا، خودروسازی، گمرک، تأمین آب، برق و مخابرات، ساخت هتل‌ها، امکانات ورزشی، تفریحی، آموزشی و سایر تسهیلات بوده است که افزون بر فراهم آمدن زمینه‌های لازم برای توسعهٔ پیش از پیش سرمایه‌گذاری‌های صنعتی، امید می‌رود تا این منطقه با توجه به پتانسیل‌های لازم در آینده‌ای نزدیک به یکی از قطب‌های توریستی و تفریحی کشور نیز تبدیل شود.

## پیشینه
بم یکی از شهرهای تاریخی ایران و استان کرمان است طوری‌که اگر بخواهند به یک جهانگرد دو سه عکس تاریخی از ایران نشان دهند حتماً یکی از آن‌ها ارگ بم است. (ارگ بم بزرگ‌ترین بنای خشتی جهان است که از لحاظ عظمت و زیبایی با دیوار چین مقایسه می‌شود). شهر بم به فاصلهٔ تقریبی ۱٬۲۰۰ کیلومتری پایتخت قرار دارد، این شهر به لحاظ تاریخی و محصولات کشاورزی (به‌ویژه خرما)، معروفیت جهانی دارد. شهر قدیم بم یکی از پنج کورهٔ ایالت فارس بود و به دروازه شرق ایران شهرت داشته است. بم در مقطع حساسی از تاریخ (اواخر پادشاهی لطفعلی خان زند در زمان فرار او به بم) حتی از طرف لطفعلی خان پایتخت ایران نیز اعلام شد و برای مدت کوتاهی هم که شده پایتخت ایران بود.
وقتی پاتی نجر جهانگرد انگلیسی در حدود ۱۱۸۹ خورشیدی وارد بم شد، قلعهٔ آن را مستحکم دیده و ذکر می‌کند: بقدری آن را مستحکم کرده‌اند که شاید در همهٔ ایران ازین حیث بی‌نظیر باشد.
بنوشته بارتولد: بم مرکز صنعتی کرمان بوده و پارچه‌های نخی که در بم می‌بافته‌اند به همه‌جا حتی تا مصر می‌رفت…»
جغرافی‌نویسان عرب قرن دهم به ویژه مقدسی شرح خوبی دربارهٔ اهمیت اقتصادی بم به دست ما می‌دهند و مقدسی می‌نویسد:
بم یک مرکز ولایتی با اهمیت و دلکش و بزرگ است مردم آن کارشناس و دارای مهارتند. این شهر بازارگاهی است و مردم را از راه دور به خود می‌کشاند و پارچه‌ای که در اینجا تولید می‌شود در کشورهای بسیاری شهرت دارد و آوازهٔ بم در همهٔ جهان اسلام پیچیده و مایهٔ سرفرازی کشور می‌باشد و بیشتر اهالی شهر بافندگانند و بیشتر رخت‌های صادراتی بم در دهکدهٔ بزرگی نزدیک آن فراهم می‌شود و در خاور و باختر جهان اسلام این رختها را به عالی‌ترین همه لباس‌ها می‌دانند و علاوه بر این‌ها دستار و پیراهن و لباس‌های فاخر که طالب بسیار دارد و البسه‌ای که از مرو بیرون می‌آید در بم تولید می‌گردد.
دکتر مظاهری: «... پرورش کرم ابریشم و کارگاه‌های ابریشم بافی متعددی از قرن ششم میلادی در نواحی یزد، بم، شوشتر و خوزستان شروع بکار کرده‌اند و احتمال بسیار دارد که صنعتی نساجی قدمت بیشتری در ناحیهٔ بم داشته باشد.
در کتاب بدایع الزمان آمده؛ ولایت بم حکایت از بهشت می‌کرد، خطه‌ای مشتمل بر الوان نعیم …
ساکنان نخستین بم
اطلاعات ساکنان نخستین بم به‌درستی شناخته نیست اما از روی سکونتگاه‌های دسته جمعی به ویژه ایجاد برج و باروهای مستحکم در اطراف آنها، می‌توان حدس زد که این شیوهٔ فرهنگ آریائی باشد (زیرا بومیان ایران چنین استحکاماتی را لازم نمی‌دانستند) و با توجه به سکونت مداوم مردم در ارگ از هزاره‌های گذشته تا ۱۵۰ سال پیش می‌توان حدس زد مردم کنونی بم از نژاد آریایی نسبتاً اصیل باشند.
تیره‌ای آریائی نژاد که بر بم تاختند با بومیان مقاوم روبرو شدند و چون بر آنان پیروز گشتند به ساختن برج و بارو و استحکاماتی پرداختند.
همچنین چندی پیش تحقیق و پژوهش یک محقق در مورد مردم بخش دهبکری و روستاهای تابع آن و آزمایش از آن‌ها نشان داد DNAمردم دهبکری و توابع آن با DNAاجساد مدفون در ارگ بم یکی است و این موضوع به این معنا است که مردم دهبکری و توابع آن همان مردم قدیم ارگ بم هستند که صدها سال قبل به دلایل نامعلومی مثل خشکسالی یا گرمی هوا و غیره.. به مرور زمان و طی سالیانی از داخل ارگ بم به این منطقهٔ پرآب و خوش آب و هوا نقل مکان کرده‌اند که عدهٔ بیشتر آن‌ها در همان ارگ مانده‌اند.
بنای این شهر قدیمی را در اساطیر ایرانی به بهمن ابن اسفندیار نسبت می‌دهند.
اطلاعات ساکنان نخستین بم به درستی شناخته نیست اما از روی سکونتگاه‌های دسته جمعی بویژه ایجاد برج و باروهای مستحکم در اطراف آنها، می‌توان حدس زد که این شیوه فرهنگ آریائی باشد (زیرا بومیان ایران چنین استحکاماتی را لازم نمی‌دانستند) و با توجه به سکونت مداوم مردم در ارگ از هزاره‌های گذشته تا ۱۵۰ سال پیش می‌توان حدس زد مردم کنونی بم از نژاد آریایی نسبتاً اصیل باشند. تیره‌ای آریائی نژاد که بر بم تاختند با بومیان مقاوم روبرو شدند و چون بر آنان پیروز گشتند بساختن برج و بارو و استحکاماتی پرداختند.
همچنین چندی پیش تحقیق وپژوهش یک محقق در مورد مردم بخش دهبکری و روستاهای تابع آن وآزمایش از آنها نشان داد DNA مردم دهبکری و توابع آن با DNA اجساد مدفون در ارگ بم یکی است و این موضوع به این معنا است که مردم دهبکری و توابع آن همان مردم قدیم ارگ بم هستند که صدها سال قبل به دلایل نامعلومی مثل خشکسالی یا گرمی هوا و غیره.. به مرور زمان و طی سالیانی از داخل ارگ بم به این منطقهٔ پرآب و خوش آب و هوا نقل مکان کرده‌اند که عدهٔ بیشتر آنها در همان ارگ مانده‌اند.
بنای این شهر قدیمی را در اساطیر ایرانی به بهمن ابن اسفندیار نسبت می‌دهند.
هفتواد اسطورهٔ بمی شاهنامه
باستناد داستان هفتواد در شاهنامه و کتاب کارنامک اردشیر بابکان می‌توان دریافت که با نام کجاران یا کوزران، که اکنون محله‌ای به همین نام در شمال غربی بم می‌باشدکه به‌طور حدس و گمان آنرا می‌توان بعنوان نخستین هسته شهر بم پنداشت. در روزگار ساسانیان هفتواد مرد فقیر ساکن در شهر کجاران سرو سامانی یافته و حاکم را از میان برمی‌دارد و برای خود برج و باروئی بر بالای تپه مجاور قلعه حاکم قبلی می‌سازد که همین ارگ کنونی بم است… بنابراین هفتواد شهر را توسعه نداد، بلکه محل تجمع سکونتگاهی را تغییر داد و مردم را از شهر کجاران به پای تپه کشانید و خود بر بالای تپه و در برج به حکمرانی پرداخت.
بم در گذشته‌های دور از جمیع لحاظ حتی از کرمان (مرکز کنونی استان کرمان) نیز با اهمیت تر و پر رونق تر بوده و بر جنوب شرق فلات ایران مرکزیت داشته.
بم بعد از شهر کرمان به لحاظ تاریخی -فرهنگی و اقتصادی با اهمیت‌ترین شهر استان کرمان است و از حیث صنعت توریسم جز اولین شهرهای ایران است که وجود منطقهٔ زیبا و مدرن ارگ جدید در کنار ارگ تاریخی بم به شکوفایی این صنعت در بم کمک کرده. بم در تمام فصول سال میزبان توریست‌های داخلی و خارجی بسیاریست.